# ディナブルグFC
ディナブルグFC（Dinaburg FC）はラトビア、ダウガフピルスを本拠地とするサッカークラブチームであった。2009シーズンはヴィルスリーガ（1部相当）に所属していた。
ヴィルスリーガには初年度から参加し、2007年シーズンを除いては常にリーグ上位を維持し続けていた。過去にはUEFAカップやインタートトカップなどへの出場経験を持っているが、いずれも上位進出は果たせていない。
ホームスタジアムとして使用しているチェルトニーク・スタジアムは、同じくダウガフピルスを本拠地としているFKダウガヴァ・ダウガフピルスと共同使用していた。

## 名称変更
- 1990

チェルトニーク・ダウガフピルス
- 1992

BJSSダウガフピルス
- 1993

アウセクリス・ダウガフピルス
- 1995

ヴィラン・ダウガフピルス
- 1996

ディナブルグFC

## タイトル

### 国内タイトル
- ラトビアカップ:1回

1991

### 国際タイトル
- なし

## 過去の成績
- 2002

Virs Liga 4位
- 2003

Virs Liga 4位
- 2004

Virs Liga 4位
- 2005

Virs Liga 4位
- 2006

Virs Liga 4位
- 2007

Virs Liga 7位
- 2008

Virs Liga First Round 3位
Virs Liga Championship Round